# Карате
Карате́ (также распространено написание каратэ, более точно отражающее русское произношение; яп. 空手道 каратэ-до: «путь пустой руки» или 空手 каратэ [ka'ɽate] «пустая рука») — японское боевое искусство, система защиты и нападения. В 2020 году — олимпийский вид спорта, в 2024 году карате не было представлено в программе Олимпийских игр.
На начальном этапе карате представляло собой систему рукопашного боя, предназначавшуюся только для самообороны. Сегодня карате приобрело большую известность благодаря показательным выступлениям, демонстрирующим тамэсивари. Так, очень опытные мастера могут расколоть кулаком глыбу льда, ударом ноги разнести в щепки брус из сосновой древесины толщиной 15 см, разбить локтем или головой стопки кровельной черепицы, что требует как физической силы и натренированности ударных поверхностей, так и определённого мастерства в ударной технике. В отличие от других единоборств Японии (джиу-джитсу, дзюдо), которые предполагают борьбу, проведение разного рода бросков, удерживающих захватов и удушающих приёмов, в карате степень непосредственного контакта между участниками схватки минимальна, а для сокрушения противника используются точно нацеленные мощные удары руками и ногами, наносимые в жизненно важные точки его тела.
Спортивные соревнования проводятся по двум программам карате: кумите (свободный спарринг) и ката (формализованная последовательность движений, связанных принципами ведения поединка с воображаемым противником).

## Название
Термин «карате» был введён в обращение в XVIII веке неким Сакугавой из окинавского местечка Аката. По возвращении из Китая, где Сакугава изучал шаолиньский стиль единоборства, он основал частную школу Карате-но Сакугава. Впоследствии иероглиф «кара» — «китайский» был изменён на сходно звучащий, но имеющий другой смысл иероглиф «кара» — «пустой». Гитин Фунакоси (1868—1957), известный мастер и популяризатор карате, так объяснил смысл этой замены: «Как полированная поверхность зеркала отражает всё, что находится перед ним, а тихая долина разносит малейший звук, так и изучающий карате должен освободить себя от эгоизма и злобы, стремясь адекватно реагировать на всё, с чем он может столкнуться. В этом смысл иероглифа „пустой“». Первое задокументированное использование омофона «кара» в значении «пустой» вместо «Династия Тан» (в смысле «китайский») появляется в книге «Карате кумите», написанной в августе 1905 года Тёмо Ханасиро. Китайско-японские отношения никогда не были хорошими, особенно во время японского вторжения в Маньчжурию, отсылка к китайскому происхождению карате считалась политически некорректной.
Название «пустая рука» (空手) было утверждено на конференции 1935 года, собравшей мастеров различных стилей окинавского карате. Позже появилось и понятие «до» — «дорога», в философском понимании — «путь», «направление», «жизненная позиция» бойца, суть которой заключается в постоянном совершенствовании тела и духа. Название переводится как «путь пустой руки».

## История
В Японию карате попало с острова Окинава в конце XIX века. Окинава когда-то была центром независимого королевства Рюкю, имевшего тесные торговые связи с Китаем. В XVII веке северная часть королевства Рюкю была завоёвана самураями княжества Сацума. В XIX веке королевство Рюкю полностью стало частью Японии. В настоящее время в западной литературе распространено мнение, что жители Окинавы вели постоянную партизанскую борьбу против японских захватчиков и ради этой борьбы создали искусство карате. Критики этой версии утверждают, что при трёхсоттысячном населении острова там размещалось всего полтора десятка самураев японского гарнизона, что свидетельствует о лояльности окинавцев. Боевые искусства на острове практиковались, в основном, среди потомков переселенцев из Китая, а от них постепенно попадали и к другим жителям.

### XIX век
В конце XIX века, во времена административных реформ в Японии, был ликвидирован статус Рюкю как государства и Окинава стала ещё одной префектурой Японской империи. Во время набора в армию врачи обратили внимание на то, что ряд призывников с Окинавы отличались хорошей физической подготовкой; было установлено, что они занимались местным боевым искусством тотэ. Это послужило аргументом для включения тотэ в программу преподавания в младших классах окинавских школ в качестве физкультуры и привело к его широкому распространению. Обратной стороной этого процесса явилось то, что карате начало терять черты боевого искусства и превращаться в военизированную гимнастику.

### XX век

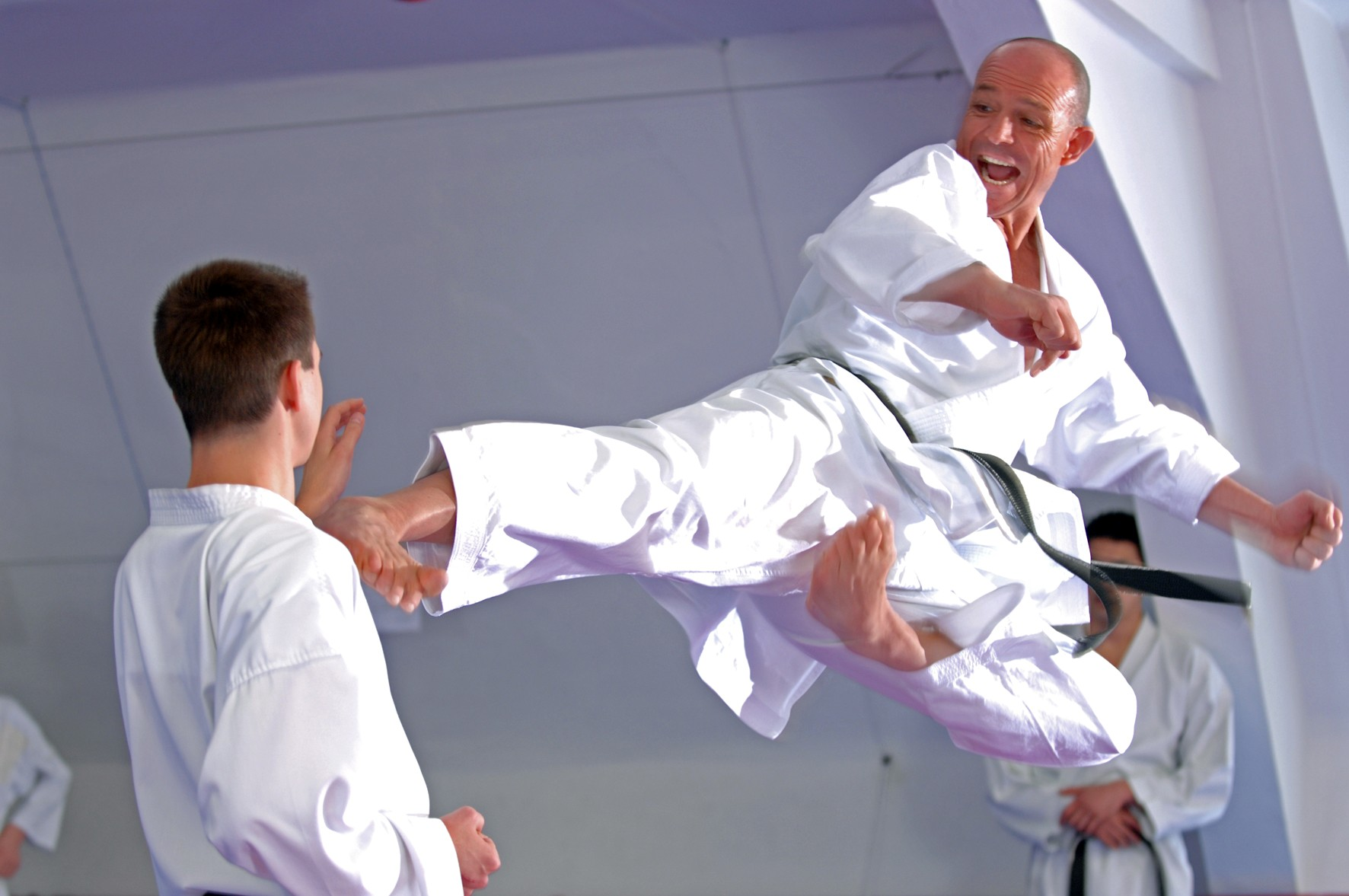
Кумите

К началу XX века карате уже входило в обязательную программу подготовки личного состава японской армии, ценность карате подтвердила и русско-японская война. В начале века Гитин Фунакоси с группой единомышленников начал пропаганду карате сначала на Окинаве, а затем и в Японии. В 1924 году он открыл первый публичный клуб карате в токийском университете Кэйо.
Боевое искусство вышло за пределы клановых семейных школ Окинавы и быстро завоевало всю Японию, чему во многом способствовала бурная деятельность Фунакоси, который читал лекции в университетах, организовывал группы по изучению карате, сам демонстрировал его приёмы. В 1936 году Фунакоси открыл школу, получившую название Сётокан («дом сосен и волн»), где начал преподавать стиль, названный именем школы. Со временем стиль Сётокан стал классическим стилем карате. Для него характерны низкие стойки, короткие и резкие удары, но скорее быстрые и точные, чем сильные. Движение бёдер является ключом к правильному выполнению всех приёмов. Оборонительное движение одновременно является и контрударом.
В начале XX века на Окинаве сложилась очень тяжёлая экономическая ситуация и окинавцы массово переезжали на основные японские острова в поисках работы. Вместе с ними туда попало и карате. Однако японцы на карате не обращали особого внимания до тех пор, пока в 1920-х годах окинавский мастер Мотобу Тёки победил в публичном бою западного боксёра, а журнал «Кингу» не напечатал об этом красочный репортаж. Но, так как окинавский диалект сильно отличался от классического японского языка, то японцы более охотно шли к тем, кто мог преподавать на классическом японском языке, а это были в основном люди из окинавских школ, которые изучали карате уже по модернизированной программе. Таким образом, в Японии карате стало распространяться в основном именно в «физкультурном» варианте; есть немало высказываний окинавских мастеров 1920—1940-х годов о том, что в Японии карате сильно искажено — по сравнению с «традиционным» окинавским вариантом.
После военного поражения Японии в 1945 году американские оккупационные власти запретили все японские боевые искусства, за исключением карате, которое считалось всего лишь разновидностью гимнастики. В 1948 году была создана Японская ассоциация карате (JKA) во главе с Фунакоси, объединившая ведущих специалистов этого вида единоборств. С этого времени карате стало развиваться и как система самозащиты, и как вид спорта.
Со временем карате становилось всё более популярным во всём мире, в нём ярче обозначилось разделение на спортивное и традиционное направления. Раскол не обошёл стороной и Сётокан. Сторонники спортивного направления развития карате в 1957 году создали Японскую ассоциацию карате. В том же году состоялся и первый Всеяпонский чемпионат по карате. В 1963 году в Чикаго прошёл чемпионат мира по неофициальному контактному карате.

### Карате в СССР и России
Широкий интерес к карате в СССР стал снова возрождаться в середине 1960-х годов после проката в стране японских фильмов, где лейтмотивом было карате. При спортивном обществе «Динамо»  стали появляться секции боевого карате для сотрудников правоохранительных и специальных органов. В 1978 году Спорткомитет СССР признал существование многочисленных подпольных секций карате и издал приказ о формировании федерации карате СССР.
В 1984 году начались повторные гонения. Карате снова стало постепенно легализовываться во времена «перестройки» в 1989 году, однако полностью было разрешено лишь после распада СССР.
Федерация карате России была создана в 2003 году. По данным на середину 2000-х годов в России действовало около 200 клубов карате, где занималось около 200 тысяч человек.

## Центры обучения
Одним из основных центров карате стали клубы при университетах. Так как студент учится в университете всего несколько лет, то ради привлечения занимающихся программу подготовки в этих клубах сильно изменили по сравнению с окинавской системой обучения: молодёжь не желала изучать по нескольку лет основы базовой техники. Этот процесс привёл к движению карате в сторону западного спорта, которое окончательно завершилось после Второй мировой войны.

## Карате и Олимпийские игры
Карате долгое время являлось одним из видов спорта — кандидатов на включение в программу Олимпийских игр. Одним из препятствий на пути к статусу олимпийского вида спорта являлся высокий травматизм спортсменов. Кроме того, включению в олимпийскую программу мешало наличие огромного количества стилей и федераций карате, не стремящихся к какой-либо спортивной унификации, необходимой для становления олимпийским видом спорта. В 2020-м году карате вместе с четырьмя видами спорта стало олимпийским. Однако затем карате снова было исключено из олимпийских дисциплин: оно не вошло в программу Олимпиады-2024 в Париже.

## Организации
Каждый крупный стиль карате имеет свою международную федерацию (иногда — несколько международных федераций, как, например, у Кёкусинкай), объединяющую национальные федерации, действующие в пределах одной страны. Как правило, в каждой федерации действуют свои системы требования, степеней, поясов, правил проведения спортивных поединков.
В 1957 г. была создана Всеяпонская федерация карате-до, в 1959-м — Европейский союз карате, а в 1970-м — Всемирная объединённая организация карате. В 1990 году ряд организаций объединились во Всемирную федерацию карате, которая представляет интересы карате в Международном олимпийском комитете. В настоящее время во всём мире карате занимается более 20 миллионов человек.
Чемпионаты мира проводятся с 1970, Европы — с 1971.

## Базовые техники и элементы
Тренировка базируется на трёх основных техниках:
- кихон (基本) — тренировка основ, базовая техника.
- кумите (組み手) — тренировка в паре; делится на обусловленный поединок (якусоку кумите) и свободный бой (дзию-кумите). По дзию-кумите проводятся спортивные соревнования. При этом удары не наносятся в полную силу, а лишь обозначаются. Удары могут наноситься руками или ногами по голове или по корпусу выше пояса. Судьи оценивают тяжесть последствий удара, если он будет нанесён реально. Используется система оценок от одного до трёх баллов: иппон, нихон, самбон (юко, ваза-ари, иппон в олимпийской версии соответственно). Соревнования проводятся в нескольких весовых категориях[8].
- ката (型) — формальные упражнения, бой с невидимым одним или несколькими противниками, бой с тенью. Упражнения выполняются в единой цепочке, движения делятся на атакующие и защитные. По ката проводятся спортивные соревнования как в одиночном, так и в групповом разряде[8].

Четыре элемента ката:
- бункай (分解) — анализ, объяснение ката;
- оё (応用 о: ё:) — применение;
- хэнка (変化) — вариации;
- какуси (隠し) — скрытность.

В карате употребляется общепринятая международная терминология карате.

## Направления, стили и школы карате

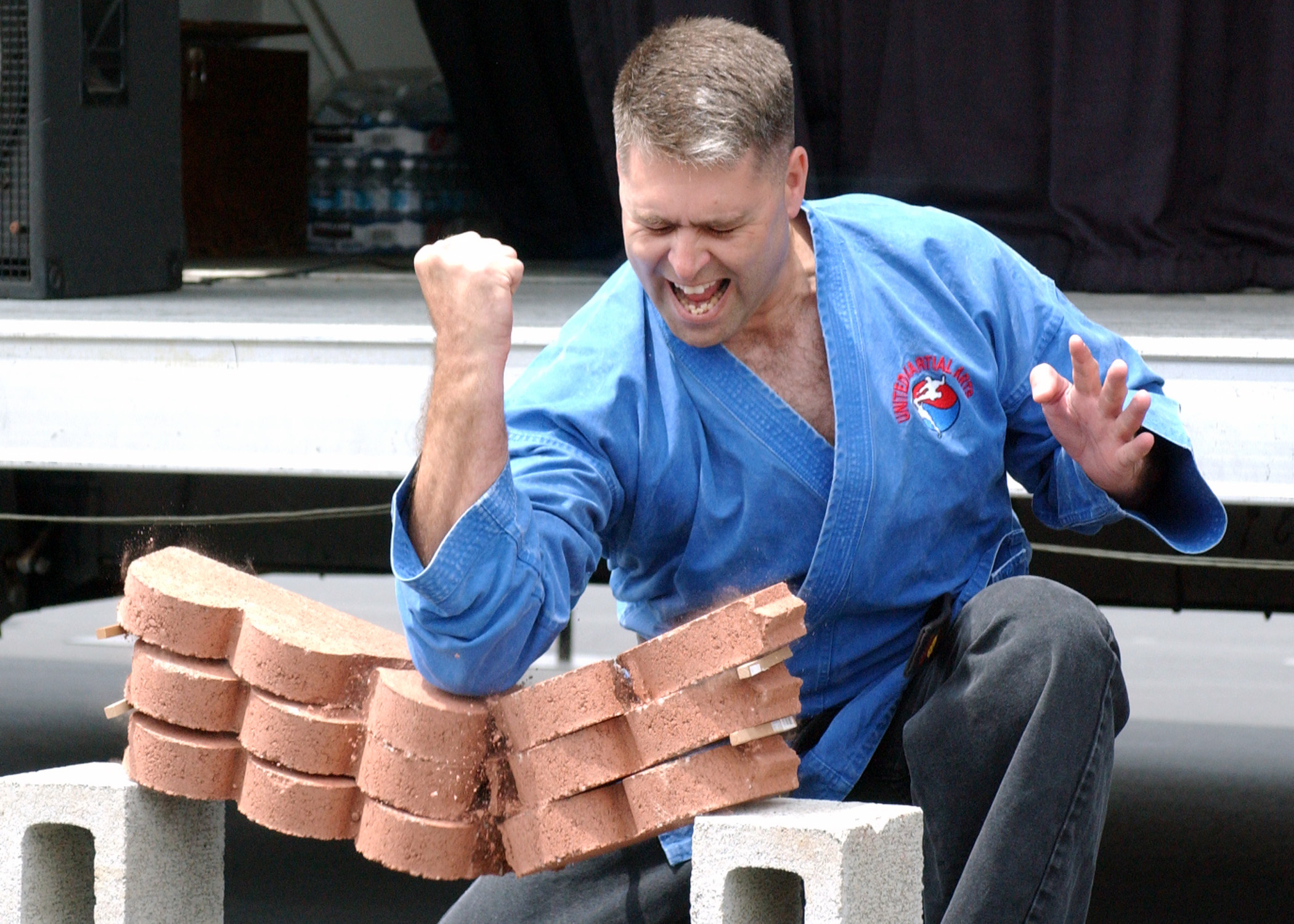
Тамэсивари

Стоит разделять направления, стили и школы карате.
Существуют спортивное, прикладное или практическое и традиционное направления карате. Стили стали возникать ещё во времена появления карате в Японии. Так, в 1930-е годы официально были зарегистрированы стили:
- Сито-рю (糸東流), основатель Кэнва Мабуни.
- Годзю-рю (剛柔流), основатель Тёдзюн Мияги;
- Вадо-рю (和道流), основатель Хиронори Оцука;
- Сётокан (松涛館), основатель Гитин Фунакоси;

Стили возникают непрерывно, поскольку каждый выдающийся мастер привносит что-то своё, что зачастую приводит к созданию нового стиля. К тому же имели место случаи, когда тот или иной мастер, пройдя одну из школ, уходил из организации и создавал свой стиль, на самом деле меняя лишь название. По этим и другим причинам различают более двухсот различных стилей и школ карате. Наиболее известные, кроме четырёх уже названных, приведены ниже:
- Кёкусинкай (極真会) — основатель Масутацу Ояма, появилось в 1950-е годы.
- Каратэномити (空手之道) — «жёсткий» сётокан, основанный легендарным мастером Микио Яхарой в качестве альтернативы бесконтактному спортивному каратэ.
- Асихара-карате — основатель Хидэюки Асихара, развилось в 1970—1980-х годах из Кёкусинкай с добавлением бросковой техники и сабаки.
- Сейдо-карате — Самый жёсткий стиль контактного, практического каратэ с бросками, элементами ударной акробатики и тайского бокса, созданный в 1980 году мастером кёкусинкай Казуеси Исии, который также является основателем профессионального японского кикбоксинга «К-1». Штаб квартира Международной Ассоциации Федераций Каратэ Сейдо (FIKA) находится в городе Осака, в Японии.
- Косики-каратэ (硬式空手)[15] — или, как его ещё называют, Сёриндзи-рю Кэнкокан. Основатель Кайсо Кори Хисатака.
- Фудокан (不動館) — стиль, созданный в 1980 году югославским мастером Ильёй Йоргой. Наиболее научно обоснованный с точки зрения медицины стиль карате-до.
- Сёрин-рю — один из древних стилей окинавского каратэ
- Дзёсинмон Сёрин-рю (Оперативное карате) — основатель Икэда Хосю; использовалось КГБ СССР. Прикладное направление, созданное в конце 1970-х годов. Имеет три основные школы.
- Уэти Рю (上地流) — стиль, основанный Камбуном Уэти на острове Окинава.
- Кёкусин Будокай (極真武道会) — основатель Йон Блюминг.
- Конно-дзюку — интеллектуальное карате, возникло в 1999 году, основатель Конно Сатоси.
- Кудо — комбинированный стиль, включающий в себя приёмы из карате, дзюдо и тайского бокса. Основатель Адзума Такаси.
- Каратэ комбат[англ.] (Karate Combat) — это бренд, который продвигает первую профессиональную лигу полноконтактного карате, в которой проводятся мероприятия по всему миру с апреля 2018 года. Основана Майклом ДеПьетро и Робертом Брайаном.

## Система поясов и степеней
В карате выделяют ученические степени — «кю» и ма́стерские степени — «даны». Обычно количество кю и данов равно десяти, однако в разных стилях и школах их число может отличаться. Номер кю уменьшается с ростом мастерства, номер дана — возрастает. Внешним атрибутом той или иной степени является пояс.
Степени в карате не зависят от результатов спортивных соревнований. Для получения более высокой степени необходимо продемонстрировать определённое мастерство выполнения ката и свободного боя.
Пояс в карате называется оби. Кроме его прямого назначения — удерживать куртку ги запахнутой, пояс имеет символическое значение: цвет пояса указывает на уровень мастерства. Как правило, более тёмный цвет означает более высокую степень. В большинстве школ самым младшим поясом является белый, самым старшим — чёрный. Цветные пояса соответствуют ученическим степеням, чёрные — ма́стерским.
Часто (например, в Сётокан) цвет пояса плавно темнеет от 10 кю до 1-го дана. Однако в некоторых стилях в цвет пояса заложен особый смысл, и светлый пояс может быть старше более тёмного. Например, в Асихара-карате жёлтый пояс старше синего. Как правило, смысловая нагрузка на цвета поясов в Кёкусинкай следующая:
- Белый цвет — обозначает чистоту, неопытность, символизирует стремление учиться и познавать новое (Новичок).
- Оранжевый пояс — цвет солнца при восходе (10 и 9 кю).
- Синий пояс — цвет неба при восходе солнца (8 и 7 кю).
- Жёлтый пояс — взошедшее Солнце, уровень утверждения, (6 и 5 кю).
- Зелёный пояс — распускающийся цвет, уровень зрелости (4 и 3 кю).
- Коричневый пояс — зрелость, практический, творческий уровень (2 и 1 кю).
- Чёрный — полнота, мудрость (Даны).

В стиле Кёкусинкай принято считать, что чёрный пояс, выгорая со временем от солнца, стремится стать белым. Так, с годами мудрость стремится к началу — то, к чему приходят с годами, лежит в самом начале обучения. Так говорил сам основатель Кёкусинкай, Масутацу Ояма. Вероятно, это красивая легенда.
В старых окинавских школах бытовала система градации из пяти поясов, имеющая более практическое объяснение:
- Белый — чисто белый пояс новичка.
- Жёлтый — ученик продолжительное время отрабатывал основную технику и его пояс становился жёлтым от пота.
- Красный — ученик допускался до кумите и его пояс окрашивался кровью в красный цвет от пропущенных ударов.
- Коричневый — ученик так долго практиковал кумите, что цвет его пояса становился коричневым от запёкшейся крови.
- Чёрный — ученик так долго занимается карате, что цвет его пояса становится чёрным от времени.

В наше время система поясов в некоторых стилях такова:
- Белый — 9 кю.
- Жёлтый — 8 кю.
- Оранжевый — 7 кю.
- Зелёный — 6 кю.
- Светло-синий — 5 кю.
- Синий — 4 кю.
- Светло-коричневый — 3 кю.
- Коричневый — 2 кю.
- Темно-коричневый — 1 кю.

- Чёрный — 1 дан − 10 дан, как правило, 10 дан присваивается за огромные заслуги в развитии и вклад в жизнь карате. Единицы людей достигают этой почётной, высокой степени, часто после ухода из жизни.

В косики же используются также двухцветные пояса. В настоящее время система поясов в косики такова:
- Бело-жёлтый — 10 кю.
- Жёлтый — 9 кю.
- Жёлто-оранжевый — 8 кю.
- Оранжевый — 7 кю.
- Оранжево-зелёный — 6 кю.
- Зелёный — 5 кю.
- Зелёно-синий — 4 кю.
- Синий — 3 кю.
- Сине-коричневый — 2 кю.
- Коричневый — 1 кю.
- Чёрный — 1 дан — 2 дан.
- Чёрно-белый — 3 дан — 4 дан.
- Чёрно-красный — 5 дан — 6 дан.
- Красно-белый — 7 дан — 8 дан.
- Красный — 9 дан — 10 дан.

## Карате в культуре
Кинематограф:
- «Обречённый на одиночество» («Kenka karate kyokushinken»), Япония, 1975 г.
- «Пираты XX века», СССР, 1979 г.
- «Не бойся, я с тобой!», СССР, 1981 г.
- «Парень-каратист» («The Karate Kid»), США, 1984 г.
- «Каратэ-пацан» («The Karate Kid»), США, 2010 г. Ремейк фильма 1984 года.
- «Лучшие из лучших» («Best of the Best»), США, 1989 г.
- «Фанат», СССР, 1989 г.
- «Фанат 2», СССР, 1990 г.
- «Русский транзит», Россия, 1994 г.
- «Воин ветра», Южная Корея, 2004 г.
- «Чёрный пояс» («Kuro Obi»), Япония, 2007 г.
- «Девочка с высоким ударом» («Hai Kikku Garu»), Япония, 2009 г.
- «Мастер востока», Россия, 1992

Музыка:
- Карате (В. Мигуля — О. Писаржевская, А. Монастырёв) — исполняют Владимир Мигуля и ВИА «Земляне».
- Привычное чудо (И. Словесник — Г. Борисов) — исполняют ВИА «Здравствуй, песня», ВИА «Лейся, песня» и ВИА «Поющие сердца».
- Урок борьбы (из фильма «Не бойся, я с тобой!») (Полад Бюль-Бюль-оглы — А. Дидуров) — исполняет группа Стаса Намина («Цветы»).
- Я не ходил на карате (Г. Польский — Г. Польский) — исполняет группа MAD SHOW BOYS.
- Karate (18 марта 2016 года) — исполняет группа Babymetal
- Karate (14 октября 2019 года) — исполняет Анита Цой[16][17]